# Signal (phần mềm)
Signal là một dịch vụ nhắn tin được mã hóa đa nền tảng được phát triển bởi Signal Foundation và Signal Messenger LLC. Nó sử dụng Internet để gửi tin nhắn giữa hai người hoặc nhóm. Nhắn tin do Signal gửi có thể bao gồm tệp, ghi chú thoại, hình ảnh và video. Các ứng dụng di động của nó có thể dùng để gọi điện và videocall giữa hai người. Ứng dụng Android có thể hoạt động như một ứng dụng SMS.
Signal sử dụng số điện thoại tiêu chuẩn để làm định danh và sử dụng mã hóa đầu cuối để bảo mật mọi liên lạc cho người dùng Signal khác. Các ứng dụng bao gồm chức năng người dùng có thể xác minh danh tính của các liên hệ của mình theo cách độc lập và tính toàn vẹn của kênh dữ liệu.
Toàn bộ phần mềm Signal đều miễn phí và là phần mềm tự do nguồn mở. Những ứng dụng Signal được xuất bản theo giấy phép GPLv3, trong khi mã nguồn máy chủ được xuất bản theo giấy phép AGPLv3. Signal Foundation phi lợi nhuận và nó được ra mắt vào tháng 2 năm 2018 với kinh phí ban đầu là 50 triệu đô la Mỹ.